# Tracheliastes chondrostomi
Tracheliastes chondrostomi is een eenoogkreeftjessoort uit de familie van de Lernaeopodidae. De wetenschappelijke naam van de soort is voor het eerst geldig gepubliceerd in 1969 door Hanek.